# Rabéa Naciri
Pour les articles homonymes, voir Naciri.
 (mars 2018).
Rabéa Naciri (en arabe : ربيعة الناصري), née à Casablanca le 10 février 1954, est une militante féministe marocaine et experte de la question du genre et des droits des femmes au Maroc. Elle est membre fondatrice de l'Association démocratique des femmes du Maroc.

## Biographie

### Formation et vie professionnelle
Après le baccalauréat qu’elle décroche à l’âge de 17 ans, elle effectue un séjour à Montpellier pour suivre des études de pharmacie. Deux années après, elle rentre au pays et entame des études de géographie à l'Université de Rabat. Après la soutenance de sa thèse de 3e cycle, elle embrasse une carrière d’enseignante universitaire à la Faculté des Lettres et des Sciences humaines, d’abord à Casablanca, puis à Rabat.

### Engagement politique
Les deux années qu’elle passe à Montpellier entre 1972 et 1974 la mettent sur la voie de ses premières classes de militantisme, aussi bien syndical que politique. À son retour au Maroc en 1974, elle devient membre active au Parti du progrès et du socialisme (PPS). Naciri n’a jamais eu de responsabilité au sein du parti, et en 1985, à la création de l'Association Démocratique des Femmes du Maroc, dont elle est membre fondateur, elle s’est détachée des structures du parti pour incarner le féminisme marocain et se consacrer à l’action associative pour les droits des femmes, en s’investissant complètement dans le combat pour l’égalité et la citoyenneté. Elle est aussi l’une des fondatrices, en 1988, de l’Organisation marocaine des Droits humains (OMDH). Actuellement, elle est membre du Conseil national des Droits de l’Homme.  
Rabéa a été particulièrement sensible à la question de l’éducation de la femme et la scolarisation des petites filles. Ses préoccupations et travaux de recherche dans le domaine lui ont valu d’être proposée par feu Meziane Belfkih en tant que membre du Conseil Supérieur de l’Enseignement. Elle est membre fondateur du « Comité de Soutien à la Scolarisation des Filles en milieu rural » CSSF, créé en 1997.

## Principales publications
Rabéa Naciri est auteure d’une dizaine de publications et contributions sur les droits des femmes.